# Transport ferroviaire au Japon
L'une des spécificités du transport ferroviaire au Japon est son réseau de trains, métros et trains à grande vitesse (Shinkansen) très dense et efficace.
Au Japon, les voies ferrées sont le principal moyen de transport des passagers, particulièrement entre les différentes villes majeures, mais aussi pour les transports entre les villes et leurs banlieues, et à l'intérieur des villes comme Tokyo ou Osaka.
Le réseau ferroviaire est relativement dense. L'axe principal longe la côte de l'océan Pacifique liant les centres urbains de Tokyo et Kyoto-Osaka via Nagoya, s'étendant au nord et au sud. L'équipement est réputé être moderne, de qualité et bien entretenu et le service est parfaitement ponctuel[réf. nécessaire]. 
Le réseau est généralement établi à l'écartement réduit de 1 067 mm, dit 'Métrique Anglais' ou 'Cape Gauge', sauf pour les lignes à grande vitesse. Certaines lignes sont encore établies à 1 372 mm et d'autres lignes régionales sont à l'écartement normal de 1 435 mm. Certaines lignes métriques ont été transformées en ligne à écartement normal, dans le cadre du projet 'Mini Shinkansen'.
La longueur des chemins de fer est de 23 670 km dont 3 600 km de double voies correspondant aux lignes Shinkansen.

## Histoire

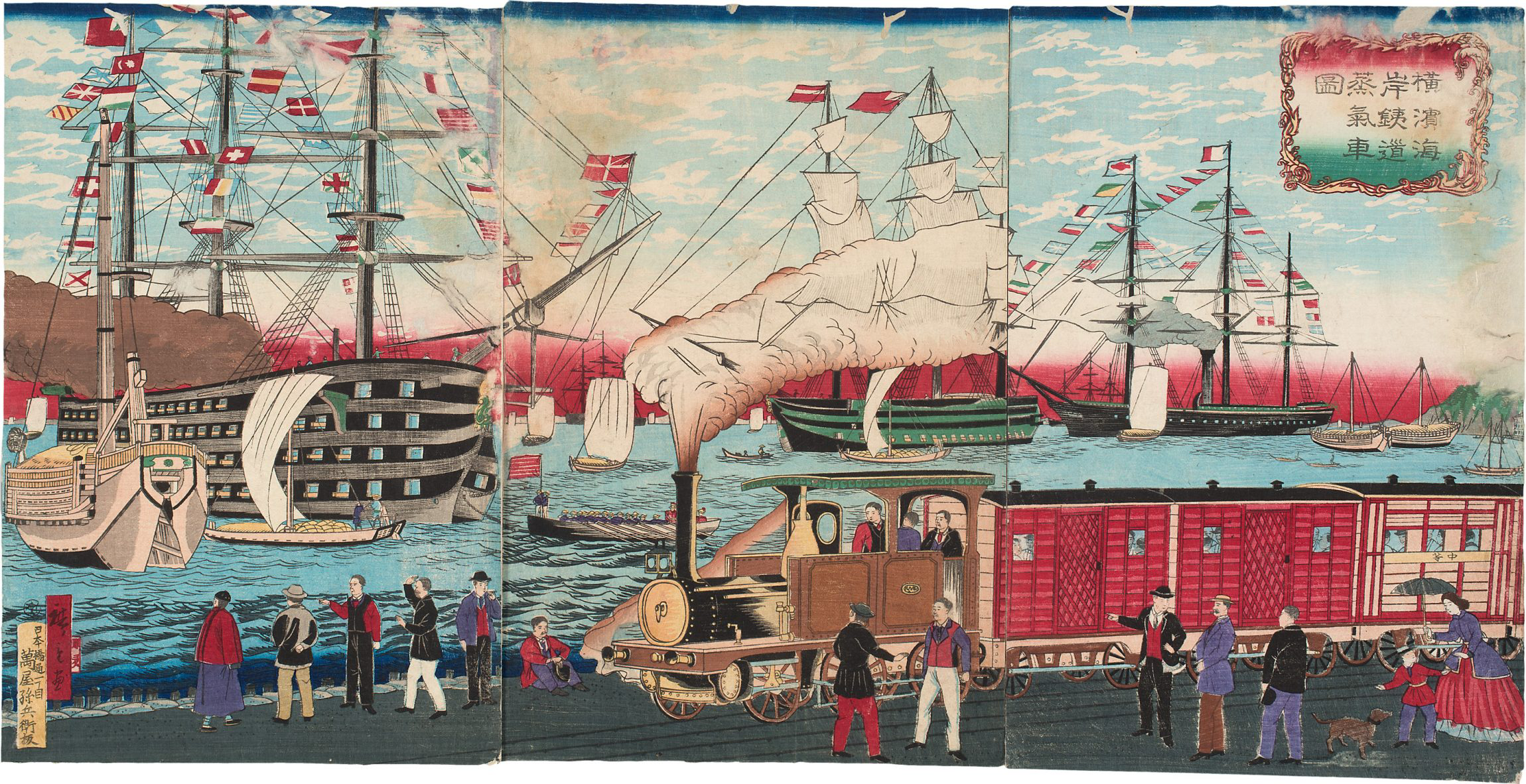
Train à Yokohama (1874).

## Métro

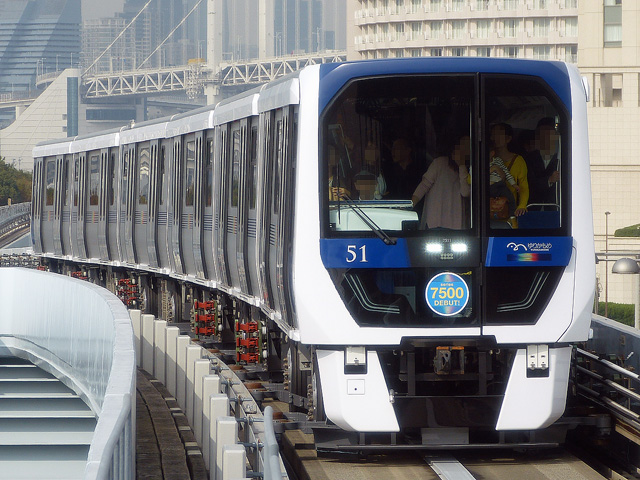
Ligne de métro New Transit Yurikamome à Tokyo.

Neuf villes japonaises possèdent un métro : Fukuoka, Kobe, Kyoto, Nagoya, Osaka, Sapporo, Sendai, Tokyo et Yokohama.
La ville de Tokyo dispose de l'un des réseaux de métro les plus complexes au monde. Celui-ci est géré par deux compagnies : Tokyo Metro et le Bureau des Transports de la Métropole de Tokyo, communément appelé Toei. À cela, il faut ajouter les lignes de train JR East (Sobu, Yamanote, etc.) ainsi que plusieurs autres compagnies privées opérant des lignes radiales vers les banlieues. Le fait de savoir quelle compagnie prendre avant de savoir quel train prendre peut être déroutant au début pour les touristes. La ligne la plus connue à Tokyo est la Yamanote, qui effectue une boucle passant par la plupart des endroits célèbres de Tokyo. Cette ligne est souvent confondue avec le métro, mais il s'agit de chemin de fer exploité par JR East. Il est parfois dit que le centre de Tokyo est défini comme étant la zone se trouvant à l'intérieur de cette ligne.

## Monorail

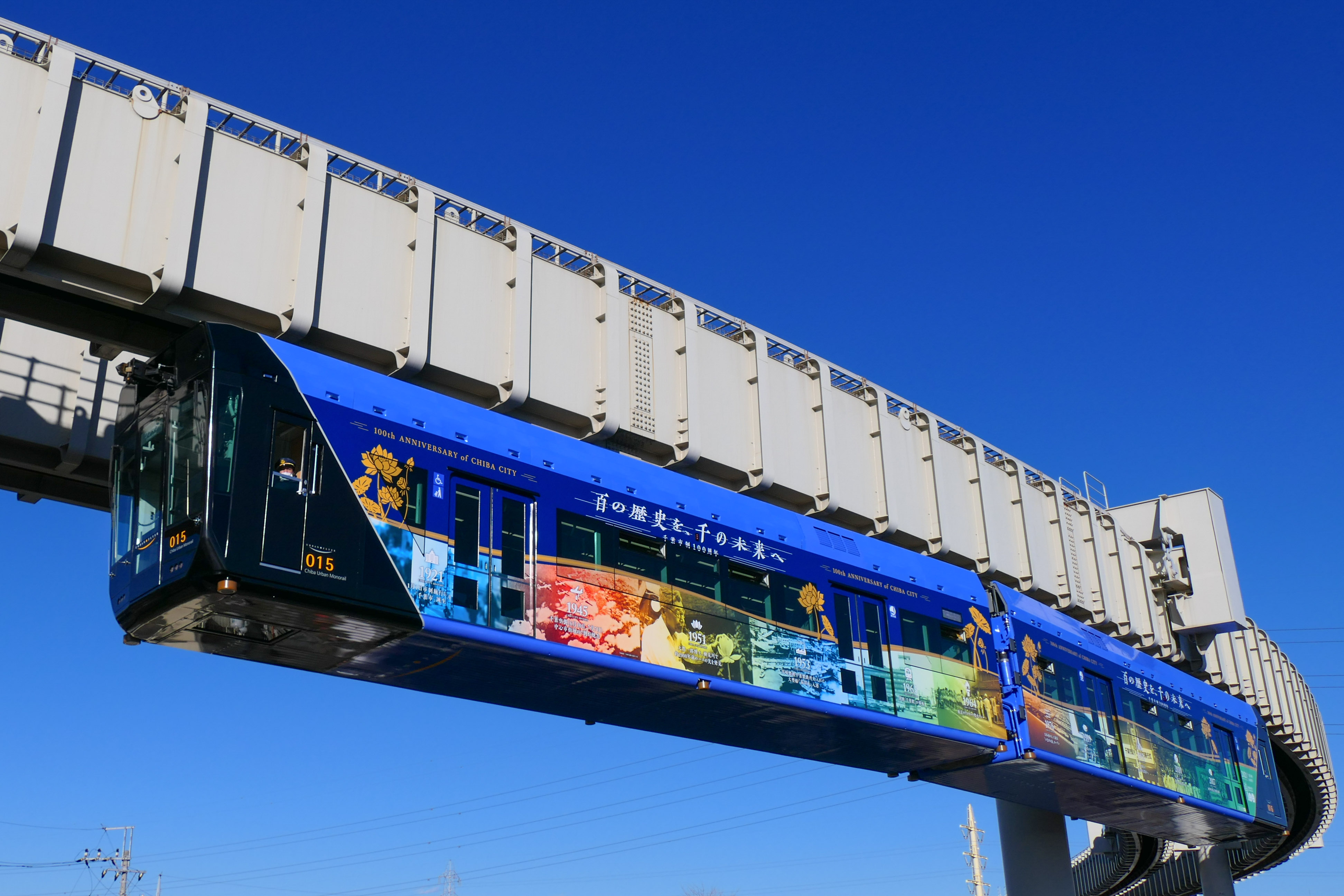
Monorail de Chiba.

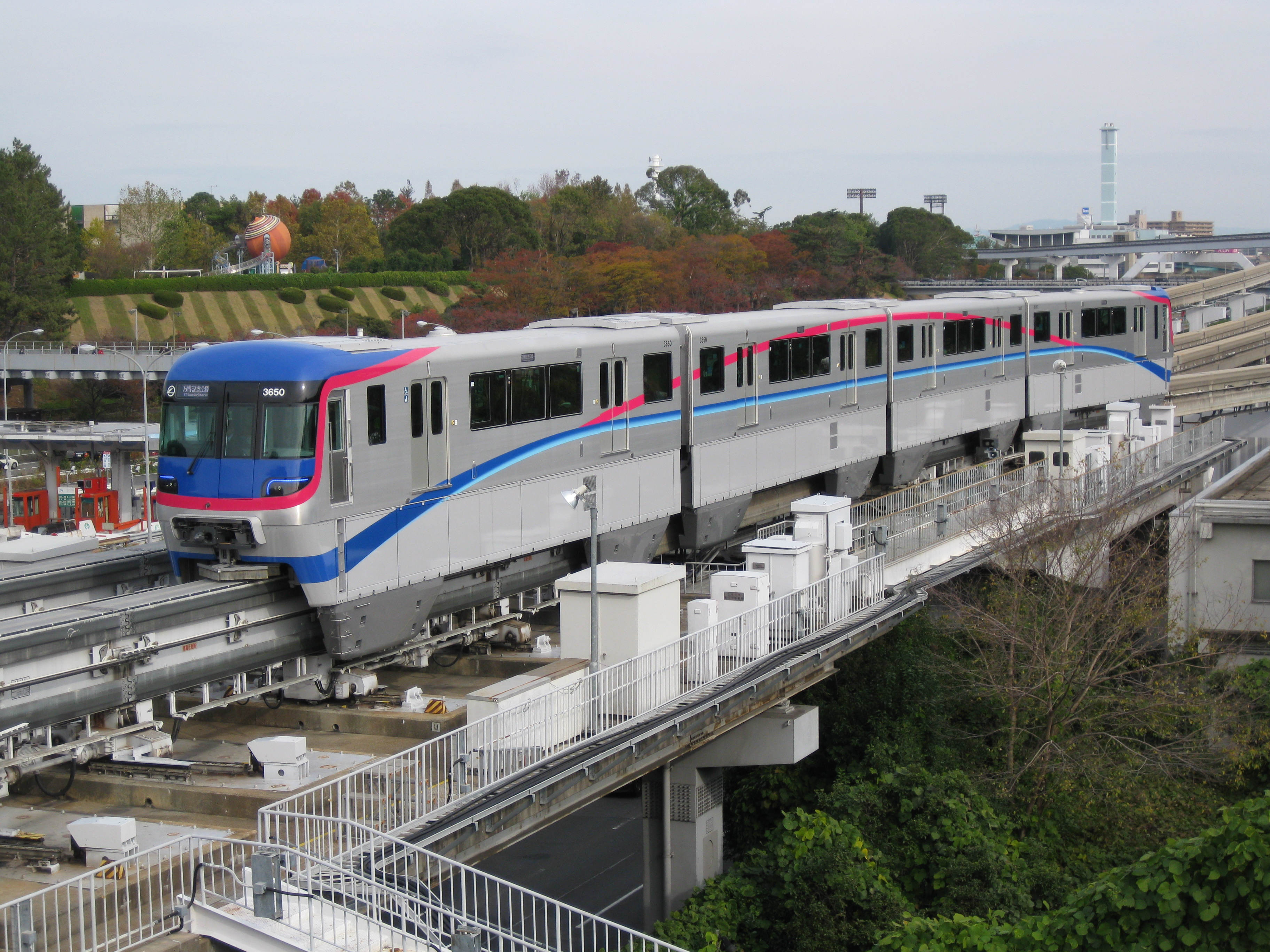
Monorail d'Osaka.

Plusieurs villes du Japon ont des lignes de monorail (モノレール, monorēru) :
- Chiba :
  - Monorail de Chiba, long de 15,5 km, depuis 1988
- Gifu :
  - Gifu, fermé en 2005
- Hiroshima
  - Ligne Skyrail Midorizaka, longue de 1,3 km, en service de 1998 à 2024
- Kamakura et Fujisawa :
  - Monorail Shōnan, long de 6,6 km, depuis 1970
- Kitakyūshū :
  - Monorail de Kitakyūshū, long de 8,8 km, depuis 1985
- Naha :
  - Monorail Okinawa Toshi, long de 12,8 km, depuis 2003
- Osaka :
  - Monorail d'Osaka, long de 23,8 km, depuis 1990
- Tokyo :
  - Monorail de Tokyo, long de 17,8 km, depuis 1964
  - Monorail du zoo d'Ueno, long de 0,3 km, en service de 1958 à 2019
- Tachikawa et Tama
  - Monorail Tama Toshi, long de 16 km, depuis 1998
- Urayasu :
  - Ligne Tokyo Disney Resort, longue de 4,8 km, depuis 2001

## Train

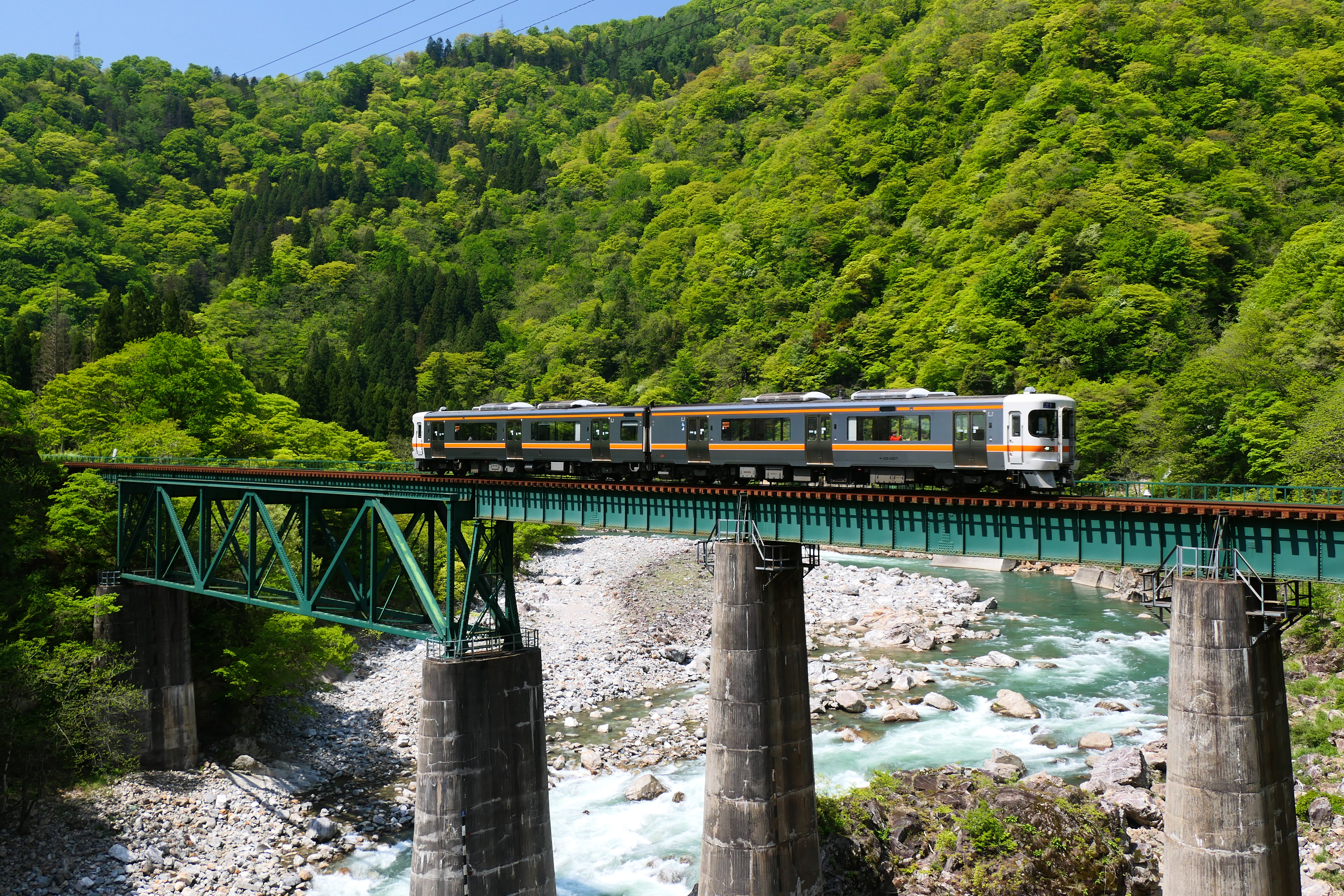
Train sur la ligne principale Takayama.

On observe quatre grands types d’opérateurs spécialisés dans le transport ferroviaire nippon, exploitant tous leurs propres infrastructures. Ce sont les compagnies membres du groupe JR, les ōtemintetsu, les autres compagnies locales et privées et les compagnies publiques de métro. L'exploitation du réseau ferroviaire est partagée entre de nombreuses compagnies privées et les compagnies régionales issues de l'éclatement des Japanese National Railways (JNR). Les compagnies issues des JNR portent le nom de JR (Japan Railways) suivi d'un qualificatif régional. JR Hokkaido, JR East, JR Central, JR West, JR Shikoku et JR Kyushu. Le service des Shinkansen est assuré par les différents JR. Le Tōkaidō est exploité par JR Central, le Sanyō et le Hokuriku par JR West, le Tōhoku, le Jōetsu et le Hokuriku par JR East, le Kyūshū Shinkansen par JR Kyushu et le Hokkaidō Shinkansen par JR Hokkaido. JR Shikoku est la seule à ne pas avoir de ligne Shinkansen. Le transport du fret est par contre confié à une seule compagnie : la Japan Freight Railways (JRF) qui dispose de son propre matériel exploité sur l'ensemble du réseau. Les quinze compagnies privées ōtemintetsu gèrent un réseau d’une taille bien plus modeste. Leur lignes, centrées sur les trois principales agglomérations japonaises (Tōkyō, Ōsaka et Nagoya) ainsi que Fukuoka, s’étendent sur à peine 2 860 kilomètres, soit 14 % de la longueur du réseau JR. Les plus importantes de ces compagnies ont un poids économique très faible à côté des membres du groupe JR. Par exemple, Kintetsu ou Tobu se classent respectivement en 213e et 418e position au palmarès du chiffre d’affaires des entreprises, très loin derrière la JR West (23e) ou la JR Central (40e). Prises ensemble, les quinze ōtemintetsu se taillent néanmoins une part importante du trafic ferroviaire national (27 %).
Il existe un titre de transport spécial, nommé le JR pass, destiné aux touristes étrangers de passage au Japon. Ce titre est utilisable sur tous les trains, bus et ferries des Japan Railways à l'exception des Shinkansen Nozomi et permet des voyages illimités sur le réseau pendant une certaine période. Des pass régionaux sont aussi disponibles.

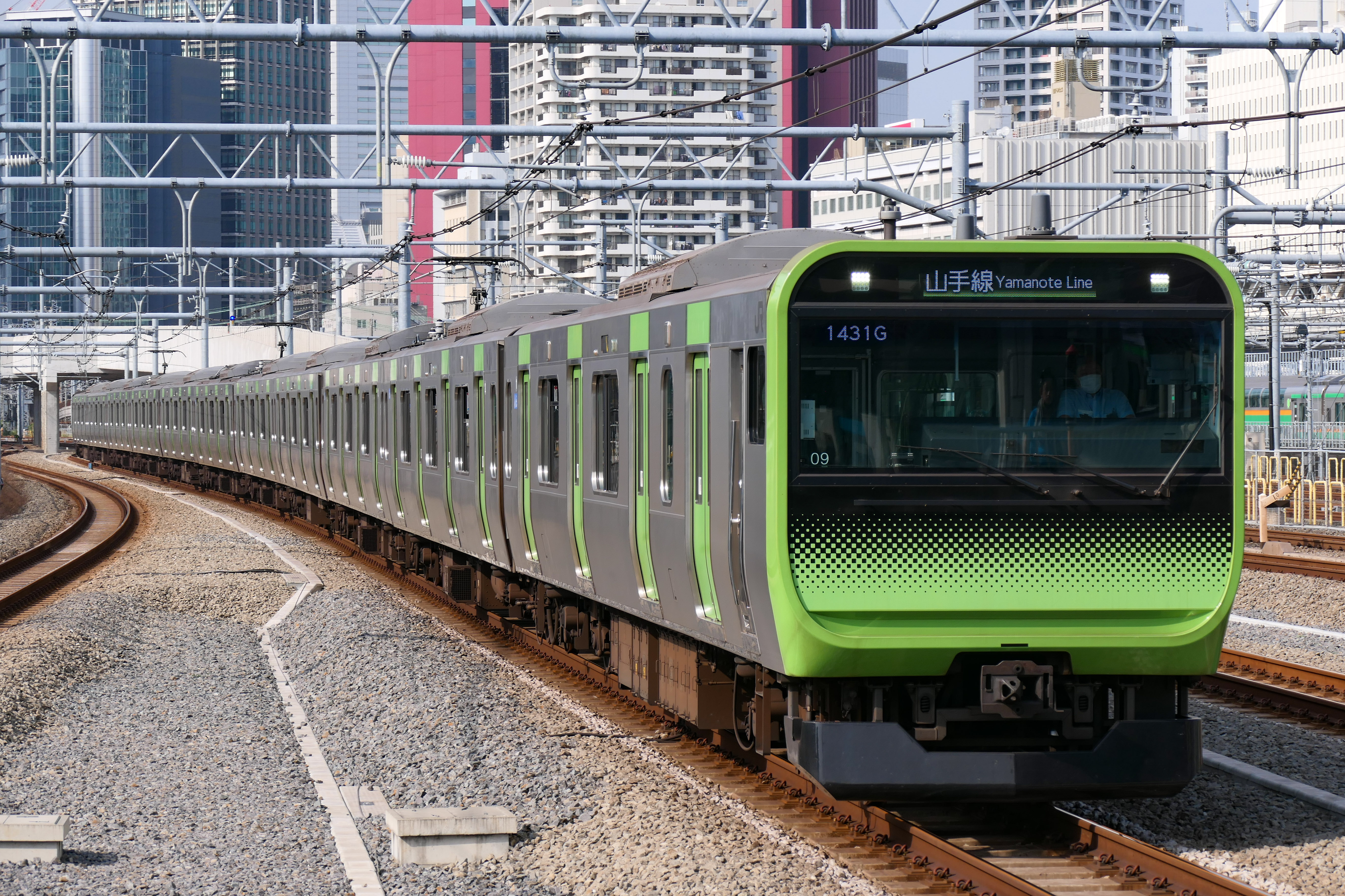
Train de la série E235.
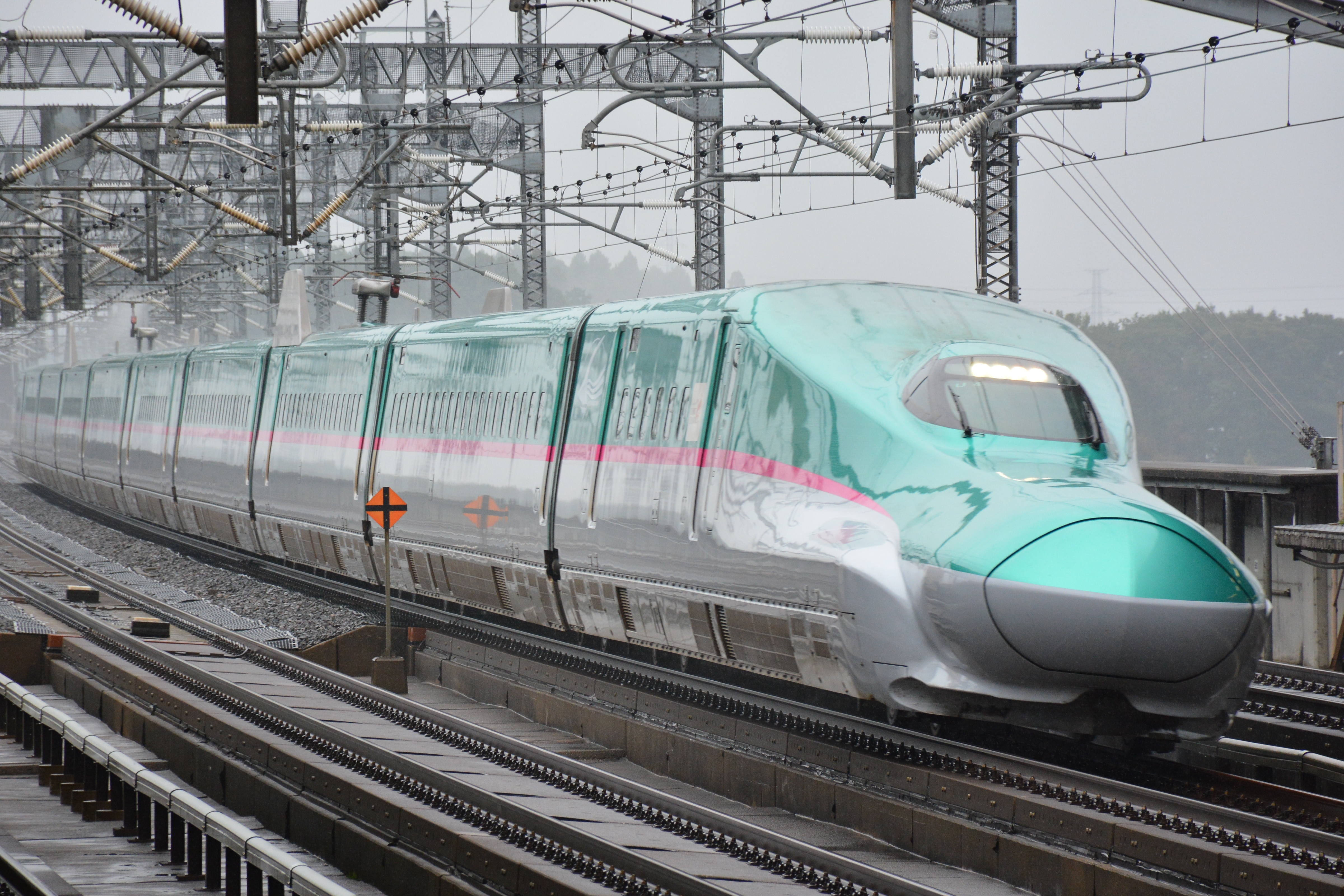
Train à grande vitesse Shinkansen série E5.

### Services aéroports
- Haruka, depuis l'aéroport international du Kansai pour Kyoto et Osaka de la compagnie JR West.
- Rapi:t, depuis l'aéroport international du Kansai pour Osaka de la compagnie Nankai.
- Narita Express, depuis l'aéroport international de Narita pour Tokyo de la compagnie JR East.
- Skyliner, depuis l'aéroport international de Narita pour Tokyo de la compagnie Keisei.

## Train à grande vitesse (Shinkansen)
Le Japon possède son propre type de train à grande vitesse, le Shinkansen (新幹線). Ce fut le tout premier train à grande vitesse du monde. Depuis son ouverture en 1964, il est l'épine dorsale des transports au Japon, mais les prix des billets se rapprochent de ceux de l'avion.

## Tramway

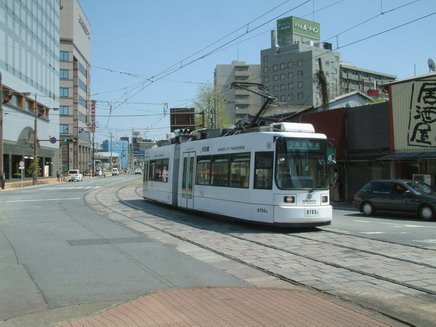
Tramway de Kumamoto.

Plusieurs villes du Japon ont des lignes de tramway. Celles-ci peuvent être exploitées par des compagnies publiques ou privées.
Hiroshima possède le plus grand réseau de tramway du Japon.

## Infrastructure
En 2018, la totalité du réseau ferroviaire au Japon avait environ 4 700 tunnels et 102 000 ponts avec un âge moyen de 60 ans, montrant une période de construction très importante juste avant la Seconde Guerre mondiale et durant la période d'après-guerre des années 1950 et 1960. Le béton armé devient important au pays pour la construction durant les années 1920. En grande majorité, ces ponts dépassent leur durée de vie prévue .